# Castellfollit de la Roca
Castellfollit de la Roca ist eine katalanische Gemeinde in der Provinz Girona im Nordosten Spaniens mit 957 Einwohnern (Stand: 2024).

## Lage
Der Ort liegt in der Comarca Garrotxa auf einem mehr als 50 Meter hohen Felsmassiv aus Basaltgestein. Das ursprüngliche Erscheinungsbild eines typisch katalanischen Dorfes, dessen Häuser überwiegend aus vulkanischem Gestein aus der nahen Umgebung erbaut wurden, ist weitgehend erhalten geblieben.

## Sehenswert
- Der am äußeren Ende des Dorfes gelegene Aussichtspunkt – Mirador – bietet einen Ausblick auf die vulkanischen Felsformationen der Region Garrotxa.
- Die Kirche Sant Salvador aus dem 13. Jahrhundert, die heute als Kulturzentrum genutzt wird.